# En mar
|  | Aquest article tracta sobre un volum de l'Obra Completa de Josep Pla. Si cerqueu la narració inclosa al volum Aigua de mar, vegeu «Aigua de mar (llibre)». |

En mar és el divuitè volum de l'Obra Completa de Josep Pla que inclou les seves cròniques periodístiques basades en viatges en mar com a col·laborador de la revista Destino, després de la Guerra Civil Espanyola.
Hi ha trams d'algunes obres, tanmateix, que no utilitza la via marítima.

## Llista
- Cabotatge mediterrani (1956)
- Viatge a l'Amèrica del Sud (1957)
- Un llarg viatge entre Kuwait, al Golf Pèrsic, i Valparaíso, a Xile (1959 – 1960)
- De Buenos Aires a Rotterdam (gener – febrer 1967)
- Intermezzo fluvial. Viatge al Rin: de Rotterdam a Basilea (primavera del 1966)